# سن-مارک-ده-کارییر، کبک

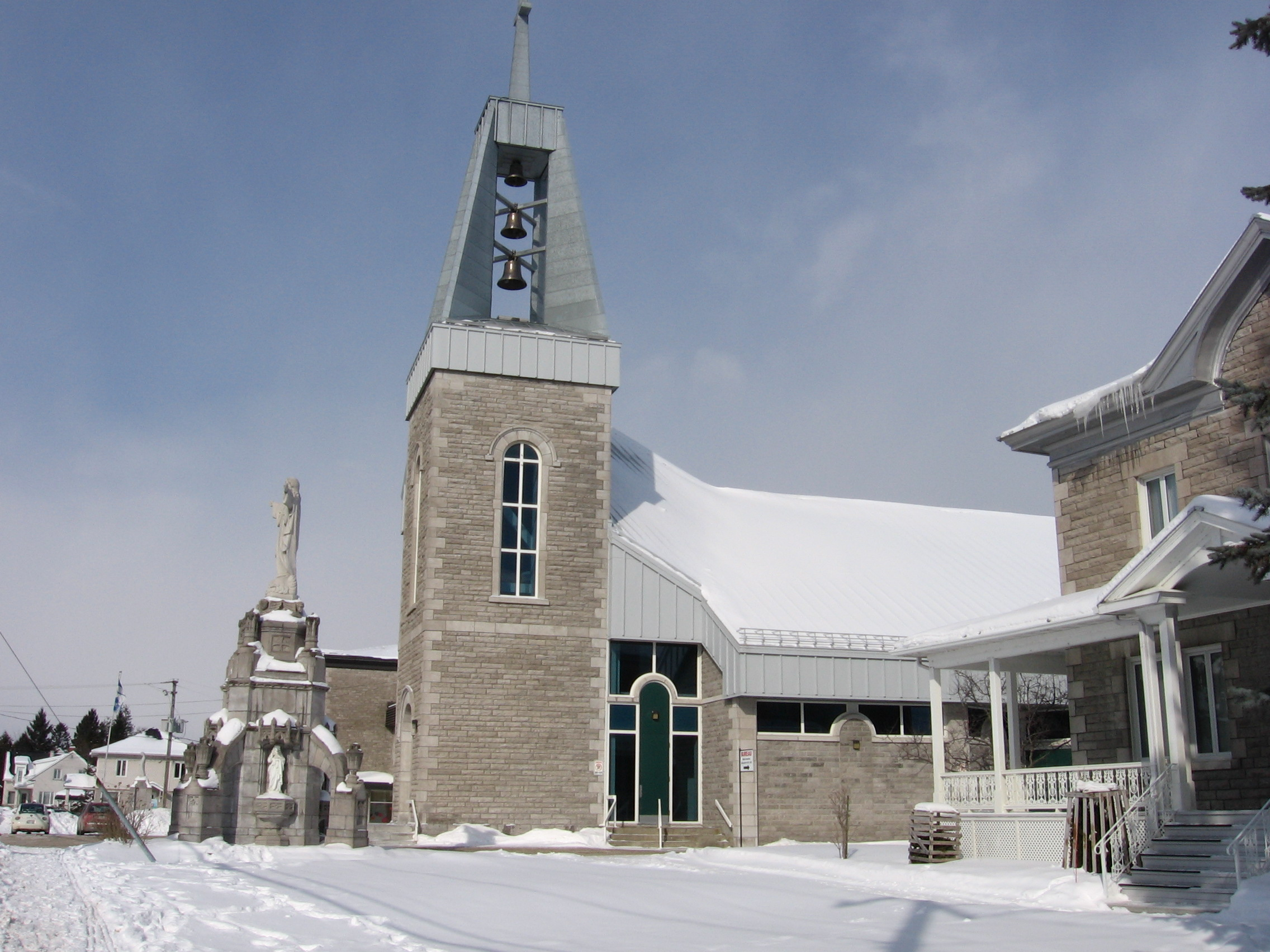
نمایی از کلیسای سن-مارک-ده-کارییر در منطقه شهری پورتنوف - ۲۰۱۱

سن-مارک-ده-کارییر (به فرانسوی: Saint-Marc-des-Carrières) شهرکی در منطقه شهری پورتنوف ناحیه کاپیتل-ناسیونال در استان کبک کانادا است. در سرشماری سال ۲۰۱۱ این شهرک ۲٬۸۳۹ نفر جمعیت داشته‌است و مساحت آن ۱۶٫۷۳ کیلومتر مربع است.